# Groenmarkt (Dordrecht)
De Groenmarkt is een straat in de stad Dordrecht, in de Nederlandse provincie Zuid-Holland. De Groenmarkt loopt vanaf de Tolbrug/Scheffersplein, in het verlengde van de Wijnstraat, naar het Stadhuisplein (met het Stadhuis van Dordrecht). Vanaf daar loopt de straat verder naar het westen onder de naam Grotekerksbuurt.
De straat telt tientallen rijksmonumenten, waaronder Huis De Sleutel.

## Geschiedenis

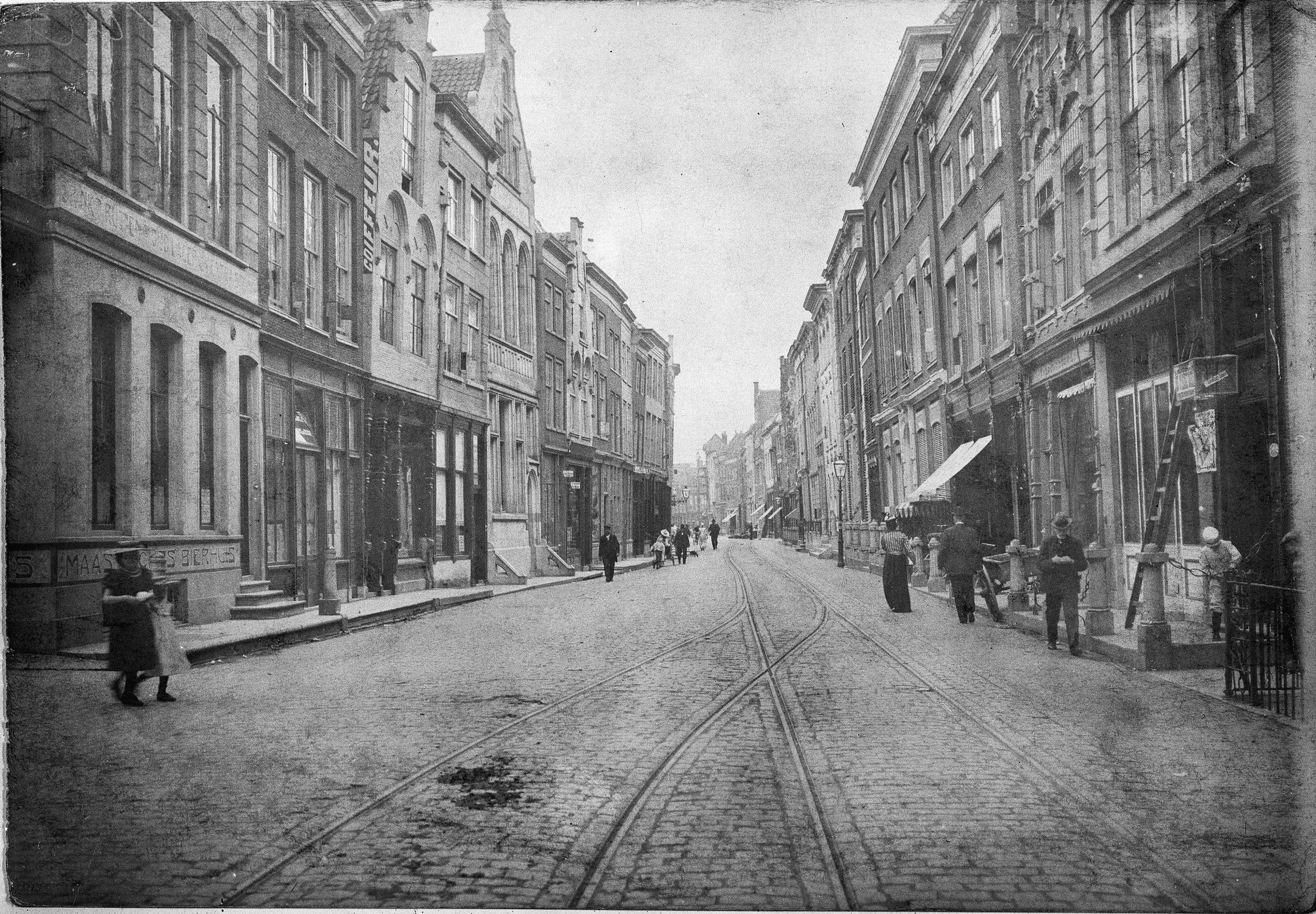

Mogelijk heette de Groenmarkt eerst de Vogelmarkt. Vanouds woonden de rijke burgers langs de oude hoofdstraten, waarvan de Groenmarkt er een was.
De ingang van het stadhuis bevond zich oorspronkelijk aan de Groenmarkt. Pas in 1671 werden enkele huizen gesloopt, zodat er een nieuw pleintje kon worden gecreëerd en een nieuwe ingang aan de lange zijde. Bij het stadhuis hoorde vanaf 1669 ook het aangrenzende pand op de Groenmarkt, genaamd het huis van de Majoor. Mogelijk had men veel eerder dan gebeurde, plannen om het stadhuis hier uit te breiden. Tot die tijd was het de woning van het hoofd van de stadswacht.
Ook in de 19e eeuw woonde de elite te midden van haar bedrijfsgebouwen aan de havens, maar ook aan de Groenmarkt. Dit patroon zou tot in de twintigste eeuw in stand blijven, waarna de buurt zijn oude status zou verliezen.
De sociëteit Concordia werd opgericht in 1859 en was gevestigd in het gebouw van Koophandel en Zeevaart aan de Groenmarkt. Het bestond in eerste plaats uit middenstanders: bakkers, timmerlieden, winkeliers en kantoorbedienden vormden het grootste deel van het ledenbestand.
Vanaf 1879 had Dordrecht een paardentram. In 1891 werd de route aangepast van de Stationsweg tot aan de Merwekade, met de Groenmarkt als tussenstop. Een goede verkeersontsluiting van de Grotekerksbuurt en de Groenmarkt vanaf het Bagijnhof en de Visbrug werd gerealiseerd door de verbreding van de Visbrug in 1901. De Dordtse paardentram bleef uiteindelijk tot 1919 bestaan.
Sinds 1986 huist de Openbare Bibliotheek in het pand De Gulden Os aan de Groenmarkt, tegenover de Visbrug.